# Audible

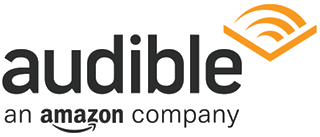
Логотип Audible

Audible — закрытый формат для хранения аудиоданных, предложенный одноимённой компанией. Применяется, в основном, для записи аудиокниг, которые продаются через интернет-магазины Audible.com, iTunes Store.

## О формате
- Файлы этого формата имеют расширение .aa (Audible Audio Book File).
- Разновидности формата Audible — версии 1, 2, 3 и 4.
- Проигрывается на специально поддерживающих его портативных цифровых аудиопроигрывателях.
  - Поддерживается фирмой Apple на плеерах iPod, а также на плеерах фирмы Creative, Philips и Cowon.

## Поддержка
Формат поддерживается следующими производителями в своих изделиях:
- Alltel
- Amazon
- Apple
- AT&T
- Audible
- Audiovox
- BookCourier
- BlackBerry
- Cowon
- Creative
- Dell
- Digisette
- Dopod
- Fujitsu
- Garmin
- Gateway
- GPX
- HP
- HTC
- HumanWave
- iMate
- Iomega
- iRiver
- Kenwood
- Meizu
- Motorola
- Magellan
- Navman
- Nokia
- NRG
- Olympus
- Palm OS
- PhatNoise
- Philips
- Pioneer
- Pocket PC
- Qwest
- RCA
- Rio (англ.)
- SanDisk
- Samsung
- Siemens
- SoniqCast
- Sonos
- Sony
- Sony Ericsson
- Sprint
- T-Mobile
- Tao
- Telus
- Tapwave
- Thomson
- Tom Tom
- TrekStor
- Verizon
- Windows Mobile

Однако далеко не все устройства перечисленных выше производителей поддерживают данный формат.
Формат поддерживается следующими платформами, операционными системами и браузерами:
- Windows (PC)
  - Windows 2000, Windows XP или Vista
  - Internet Explorer, Firefox, AOL или SBC Yahoo
- Macintosh
  - Mac OS X 10.1.5 или выше c iTunes 3.0 или выше
  - Safari, Firefox или Camino

## Функции формата и/или его проигрывателей
- При прослушивании данных файлов есть возможность изменять скорость их воспроизведения, то есть замедлять или ускорять процесс прослушивания этих файлов.
- Есть возможность оставлять закладки при прослушивании файлов.
- Формат имеет средства защиты при доставке звуковых записей человеческой речи через сеть Интернет (DRM).

## Закрытость
Формат является закрытым. Для использования с обычными проигрывателями его необходимо преобразовать в какой-то общепринятый формат, однако сделать это можно только с помощью проприетарного ПО, доступного для ограниченного числа платформ, либо сняв (потенциально незаконно) DRM.